# Preskoč
Preskoč (lat. Succisa), rod od tri vrste trajnica iz potporodice češljugovki, dio porodice kozokrvnica.
Rod je raširen po Europi, i dijelovima Azije (Rusija) i Afrike. U Hrvatskoj raste preskoč livadni (Succisa pratensis).

## Vrste
1. Succisa pinnatifida Lange
2. Succisa pratensis Moench
3. Succisa trichotocephala Baksay